# Gauliga Hessen
De Gauliga Hessen was een van de zestien Gauliga's die in 1933 werd opgericht na de machtsgreep van de NSDAP in 1933. De overkoepelende voetbalbonden van de regionale kampioenschappen werden afgeschaft en zestien Gauliga's namen de plaats in. In de Gauliga speelden clubs uit de Volksstaat Hessen en Hessen-Nassau. In 1941 werd de Gauliga opgeheven omwille van de perikelen in de Tweede Wereldoorlog. De Gauliga werd opgesplitst in de nieuwe Gauliga's Hessen-Nassau en Kurhessen.

## Erelijst
| Seizoen | Kampioen       | Vicekampioen       |
| 1933-34 | Borussia Fulda | VfB Friedberg      |
| 1934-35 | FC Hanau 93    | Borussia Fulda     |
| 1935-36 | FC Hanau 93    | Borussia Fulda     |
| 1936-37 | SV 06 Kassel   | SG Hessen Hersfeld |
| 1937-38 | FC Hanau 93    | CSC 03 Kassel      |
| 1938-39 | CSC 03 Kassel  | FC Hanau 93        |
| 1939-40 | CSC 03 Kassel  | FC Hanau 93        |
| 1940-41 | Borussia Fulda | BC Sport Kassel    |

## Seizoenen Gauliga
| Club                            | /8 | Seizoenen (1933-1941) |
| ------------------------------- | -- | --------------------- |
| SV 06 Kassel-Rothenditmold      | 8  | 1933-1941             |
| CSC 03 Kassel                   | 8  | 1933-1941             |
| 1. Hanauer FC 93                | 8  | 1933-1941             |
| SV Borussia 04 Fulda            | 7  | 1933-1938, 1939-1941  |
| SG Hessen Hersfeld              | 7  | 1933-1940             |
| SV Kurhessen 93 Kassel          | 6  | 1933-1936, 1938-1941  |
| 1. BC Sport Kassel              | 6  | 1933-1935, 1937-1941  |
| VfB Friedberg                   | 6  | 1933-1939             |
| SV Germania 09 Fulda            | 4  | 1934-1938             |
| VfB 06 Großauheim               | 4  | 1937-1941             |
| TuSpV KeWa 1887/04 Wachenbuchen | 4  | 1936-1940             |
| VfB Kurhessen Marburg           | 3  | 1933-1934, 1935-1937  |
| BSG Dunlop Hanau                | 3  | 1938-1941             |
| SV Hermannia 06 Kassel          | 2  | 1933-1934, 1940-1941  |
| SpVgg Langenselbold             | 2  | 1934-1935, 1940-1941  |
| TSV Hanau 1860                  | 2  | 1939-1941             |
| SpVgg Niederzwehren             | 1  | 1936-1937             |
| SV 06 Bad Nauheim               | 1  | 1935-1936             |
| VfL TuRa Kassel                 | 1  | 1939-1940             |

1933/34 · 1934/35 · 1935/36 · 1936/37 · 1937/38 · 1938/39 · 1939/40 · 1940/41 

Gauliga Kurhessen: 1941/42 · 1942/43 · 1943/44 · 1944/45
Originele Gauliga's: Baden · Bayern · Berlin-Brandenburg · Hessen · Mitte · Mittelrhein · Niederrhein · Niedersachsen · Nordmark · Ostpreußen · Pommern · Sachsen · Schlesien · Südwest-Mainhessen · Westfalen · Württemberg

Gauliga's na 1939: Hamburg · Hessen-Nassau · Köln-Aachen · Kurhessen · Mecklenburg · Moselland · Niederschlesien · Oberschlesien · Osthannover · Schleswig-Holstein · Südhannover-Braunschweig · Weser-Ems · Westmark

Gauliga's in bezette gebieden: Böhmen und Mähren · Danzig-Westpreußen · Elsaß · Generalgouvernement · Sudetenland · Ostmark · Wartheland